# Sewa (Gruzja)
Sewa (gruz. სევა) – wieś w Gruzji, w regionie Racza-Leczchumi i Dolna Swanetia, w gminie Oni. W 2014 roku liczyła 84 mieszkańców.

## Urodzeni
- Walerian Bakradze